# Scholein Rivenson
Scholein Rivenson (Pastor Britos, Entre Ríos; 20 de junio de 1918 - Buenos Aires; 18 de julio de 2001) fue un doctor en medicina veterinaria argentino reconocido por haber creado la vacuna antiaftosa oleosa polivalente.

## Biografía
El Dr. Scholein Rivenson nació el 20 de junio de 1918 en Pastor Britos, departamento Gualeguaychú, provincia de Entre Ríos en Argentina. En 1938 obtuvo el título de doctor en Medicina Veterinaria, otorgado por la Facultad de Agronomía y Veterinaria de la UBA. Comenzó inmediatamente el ejercicio de su profesión en el ámbito cooperativo de su provincia natal y entre 1946 y 1950 se desempeñó como veterinario regional del Ministerio de Agricultura y Ganadería.
Es a partir de 1950 cuando el Dr. Rivenson inicia sus investigaciones en Fiebre aftosa, al incorporarse al Instituto Nacional de Fiebre Aftosa del cual fue su director entre 1959 y 1969. Su carrera como investigador continuó desarrollándose en el Instituto Nacional de Tecnología Agropecuaria, institución en la que desarrolló sus trabajos más relevantes sobre vacunas antiaftosas.
De su fructífera producción científica entre otros temas relacionados con Fiebre Aftosa se destacan sus investigaciones sobre cultivo de virus aftoso en epitelio lingual bovino, en células BHK21 en frascos rotantes, en células de riñón de cerdo, el desarrollo de métodos de evaluación de vacunas en caballos y estudios de antigenicidad del virus. Pero sin duda, su logro más destacado fue el desarrollo de una vacuna antiaftosa con adyuvante oleoso.
En 1966 inicia sus investigaciones en adyuvantes, tema que continuaría hasta que obtuvo su jubilación en 1984. Además, del mérito científico de la adaptación, mejora e implementación de la formulación de la vacuna oleosa, habiendo probado su eficacia tanto en estudios de laboratorio como en ensayos en el campo, es de destacar su visión práctica sobre las características y requerimientos de la producción pecuaria argentina en cuanto a la necesidad de contar con una vacuna eficaz y de prolongado efecto inmunitario. En particular, la implementación en la Argentina del uso de la vacuna oleosa y el éxito de la campaña de control y erradicación de la enfermedad se debieron en gran parte a su tenacidad y firmeza para defender sus ideas y así poder vencer opiniones contrarias al uso de la vacuna oleosa.
Su contribución en fiebre aftosa no estuvo restringida al aspecto científico sino también en la elaboración y participación de los diferentes planes de lucha contra la enfermedad en el país y la región.
Su trayectoria fue reconocida en Argentina y en el exterior, donde obtuvo diferentes premios y distinciones destacándose la medalla de oro otorgada por la Organización Internacional de Epizootias en 1988 «a quien ha producido avances importantes en medicina veterinaria».
La creación de la vacuna antiaftosa oleosa polivalente en 1997 llevó a la Oficina Internacional de Epizootias a declarar a Argentina «País libre de aftosa con vacunación».
Rivenson además realizó más de 200 trabajos científicos y desempeñó numerosos cargos a lo largo de su carrera como investigador como director del Instituto de Fiebre Aftosa, director del Centro de Investigaciones en Ciencias Veterinarias y director del Instituto de Virología, todos dependientes del Instituto Nacional de Tecnología Agropecuaria (Inta), organismo que lo nombró profesor emérito y director consulto. Era, además, miembro asesor de la Fundación Argentina de Erradicación de la Fiebre Aftosa (Fadefa) y académico de número de la Academia Nacional de Agronomía y Veterinaria.
Scholein Rivenson falleció a los 83 años de edad en Buenos Aires.

## Filosofía y ética
En un comunicado, el INTA señala que «la atención del doctor Rivenson no fue dedicada exclusivamente a la vacuna antiaftosa. Desde la adolescencia se había interesado en responder a preguntas como para qué vivimos, qué es la vida».
Algunos de los escritos del científico revelan su vocación de humanista: «Hay un vaciamiento en el ser humano, provocado incluso por las modernas técnicas de la informática -escribió-. Hubo un desarrollo extraordinario de la ciencia en el último siglo en el nivel físico atómico, biológico e informático, pero hay un quiebre muy grave desde el punto de vista ético; si no logramos recuperarnos, ese problema va a resultar más difícil que el de erradicar la fiebre aftosa».